# 田宮二郎
田宮 二郎（たみや じろう、1935年〈昭和10年〉8月25日 - 1978年〈昭和53年〉12月28日）は、日本の俳優・司会者。
1960年代から1970年代にかけて俳優として活躍、代表作は映画『悪名』シリーズ、映画『白い巨塔』、テレビドラマ『高原へいらっしゃい』など。ほかにクイズ番組『クイズタイムショック』の司会としても長らく親しまれた（1969年1月9日 - 1978年9月28日）。

## 来歴

### 出生からデビュー
大阪府大阪市北区出身。本名、柴田 吾郎（しばた ごろう）。生後4日で父を事故で失ったため幼少から高校時代にかけては京都市にて母方の祖父の家で育つ。祖父の柴田永三郎は金融業を営む資産家で、田宮の母は永三郎の養女で、父の栄吾（旧姓南川）はその入り婿だった。9歳でその祖父も亡くし、その翌年肺結核の母とも死別、加えて敗戦時の占領政策により柴田家は財産を失った。
京都府立鴨沂高等学校を経てビルの夜警をしながら苦学して学習院大学政経学部経済学科卒業。学生時代は、シェイクスピア劇研究会に所属し、外交官志望だった。しかし大学在学中の1955年（昭和30年）、スポーツニッポン社主催の「ミスター・ニッポンコンテスト」で優勝したことがきっかけで、大映演技研究所10期生として入社。同期には叶順子・市田ひろみがいた。1956年（昭和31年）、「ミスタースマートコンテスト」で空手を披露し優勝、ファッション雑誌『男子専科』の専属モデルに応募し合格、以後数年間は俳優業を兼ね活動する。
1957年（昭和32年）に本名の「柴田吾郎」でデビュー。1959年（昭和34年）、大映社長の永田雅一がオーナーを兼務する毎日大映オリオンズの強打者・田宮謙次郎にあやかりたいという永田の意思に強制される形で「田宮二郎」と改名。
長らく端役が多かったが、1961年（昭和36年）に吉村公三郎の監督映画『女の勲章』（山崎豊子原作）の演技で注目を集め、これが俳優人生の最初の転機となった。同年秋に勝新太郎と共演した田中徳三の監督映画『悪名』（今東光原作）にて勝の相棒「モートルの貞」役に抜擢（）され、人気スターの仲間入りを果たす。「モートルの貞」は続編映画『続悪名』（田中徳三監督）で絶命するが、その後シリーズ化が決定、田宮は3作目から貞とそっくりな弟「清次」を演じ「勝－田宮」コンビが復活、長きにわたる人気シリーズとなった。またこれらの演技が評価され、1961年（昭和36年）のエランドール新人賞を獲得した。
端整なルックスと、身長180cmでスリムでありながら筋肉質だったため女性ファンが夢中になった。甘い二枚目役から冷酷なエリート、ユーモラスな拳銃使い、ヤクザ、欲望のためなら手段を選ばない悪役までもこなす演技力から犬シリーズ、黒シリーズなどにも主演、大映の看板俳優として活躍した。また若尾文子の相手役として名画を多く残した。
1965年（昭和40年）に『黒の爆走』『黒の超特急』などで共演した藤由紀子と結婚。1966年（昭和41年）、山本薩夫の監督映画『白い巨塔』（山崎豊子原作）で財前五郎役を演じたことで、その名声は決定的なものになり、「昭和のクールガイ」と呼ばれた。ただし、同じ大映に所属していたビッグスター市川雷蔵とは一度も共演していない。理由は社長・永田雅一の方針によるものと言われている。

### 映画界追放
1968年（昭和43年）、今井正の監督映画『不信のとき』（有吉佐和子原作）の宣伝ポスター（原案）において、主役（130シーン中94シーンに出演）の田宮の名が4番手扱いになっていた。その序列は、若尾文子（大映の看板女優）がアタマ、2番目が加賀まりこ（松竹専属の女優、田宮より年下でありキャリアも後輩）、トメ（最後）が岡田茉莉子（東宝や松竹で活躍後、当時は独立系の映画を中心に出演）で、田宮はトメ前となっていた。いくつもの主演シリーズを持っていた田宮は誰が見ても大映現代劇のトップ男優であり、彼にとってこの序列は譲れない大問題であった。
田宮は撮影所長に抗議したが、「この作品は女性映画として売りたいからこうなった。私の首にかけてもこの序列を変えることはない」と断られ、その場で副社長の永田秀雅（永田雅一の息子）に電話。すると「役者ごときが注文をつけることではない」と叱責され再び却下されたことからフィクサーとさえ言われる永田雅一に対抗するためか、右翼の許斐氏利を伴い、永田雅一と直談判する。すると「主役のお前がアタマに書かれるのが当たり前や」となった。しかし「首をかけてもと撮影所長に言われたのだから、俳優の私が辞める（か所長が辞める）しかない」と田宮が言うに及び、雅一は「おい、思い上がるのもいい加減にしろ。お前は横綱・大関クラスの役者だと思っているんだろうが、まだ三役クラスの役者だ。人事に口を出すな」と憤慨。結果的に刷り直したポスターの序列は希望通り田宮がトップとなったが、雅一は契約を残したまま、田宮を解雇した。これにより、ただでさえスター不足で経営難の大映はますます屋台骨が傾くことになった。記者会見では記者から「田宮を辞めさせて興行的に困らないか」との声が社長に飛んだ。しかし永田は「失礼な、それほどの大物じゃない」と反論、さらに五社協定を持ち出し、他社の映画にもテレビドラマにも田宮を使わないように通達した。このため田宮は大きな転換期を迎えることとなり、一部マスメディアではこの大映解雇が「田宮の人生の歯車が狂い始めたきっかけ」とも言われている。

### テレビ界進出と復活
映画界から完全に干されてしまった田宮は、家族を養うために舞台俳優・司会者・歌手として活動し、片やナイトクラブ、キャバレー回りなどの地方巡業もしていた。1969年（昭和44年）1月9日からは、NET系列で放送が始まったクイズ番組『クイズタイムショック』の初代司会を務め、映画でのクールな雰囲気から一転したソフトなキャラクター、加えて軽快で巧みな話術と的確な番組進行が視聴者の好感を呼んだ。また同年、東京12チャンネルの音楽番組『田宮二郎ショー』の司会も務めた。映画俳優としての仕事ができず、このようなテレビの仕事をすることは、この時代の映画人にとって不本意とされていた。一方、当時のテレビの家庭普及率はすでにほぼ100%に近く、カラーテレビの普及も進んでいた頃で、他の映画俳優たちのテレビ出演も珍しくなく、田宮の司会姿は視聴者たちの記憶に長く残ることとなり、結果として田宮の名声を保つことにつながった。
1969年（昭和44年）6月で大映と契約満了。東映プロデューサーの俊藤浩滋から誘われ、千葉真一主演映画『日本暗殺秘録』に藤井斉役で出演し、映画界へカムバックを果たした。苦境を乗り越えたことで自信を付けた田宮は、偶然鉢合わせた永田雅一に啖呵（）を切るまでになっていた。そこで、1971年（昭和46年）に妻を社長に据え設立した自身の個人プロダクション「田宮企画」で『3000キロの罠』を製作・主演をしたが、ヒット作とはならなかった。一方の大映は1971年（昭和46年）に倒産。それをきっかけにすでに斜陽であった日本映画の観客動員数はさらに大きく落ち込み、テレビ時代の到来となる。
1972年（昭和47年）にはTBS系ドラマ『知らない同志』でテレビドラマへ本格進出。その後も『白い影』『白い滑走路』などの白いシリーズや、山田太一脚本『高原へいらっしゃい』などの話題のドラマに主演して、立て続けにヒットを飛ばし、ドラマ界でも花形スターの座を獲得。
その頃になると、自身を「実業家としても成功したい。日本のハワード・ヒューズになる」と公言しはじめた。ビジネスに強い興味を持ち、政財界とも接触を持つようになって、ゴルフ場やマンションの経営を行ったが失敗。1977年（昭和52年）には日英合作映画『イエロー・ドッグ』（松竹）の製作・主演も行ったが不入りに終わり、多額の借金を抱えてしまう。
大映時代の過労で結核を再発させてしまい、ペニシリン注射を打ちながら撮影を続けたこともあった田宮だが、大映退社後は更に休む間がなくなっていたために次第に精神を病み、同年3月には精神科医の斎藤茂太から躁鬱病と診断された。しかし、田宮自身は病気を認めようとせず、治療薬の服用も拒否したため妻の幸子は飲んでもらおうと必死になったという。また、付き人に段ボールの箱ごと育毛剤を買いに行かせたり、ドラマの撮影シーンで髪の毛が濡れることを嫌がるなど、頭髪についても悩んでいたという。

### 『白い巨塔』
妻が田宮の精神状態を気遣い、一旦ドラマを休ませようとしていた折、1977年（昭和52年）冬にTBSから田宮のキャスティング権を得たフジテレビから企画を求められる。田宮は、原作の途中までしか映画化されていなかった小説『白い巨塔』のドラマ化を強く希望した。映画『白い巨塔』で主演として財前五郎を演じて以来、田宮は常に高みを目指す財前の姿に自分を重ね、自身の本名と同じ「ごろう」であったこともあり、財前五郎を演じるのは自分しかいない、原作のラスト・財前の死までを演じ切りたいと思い続けていた。かつて映画化の際には原作の財前の年齢設定よりずっと若かった田宮も、この時にはほぼ同じ年齢であり、機も熟していた。田宮は原作者・山崎豊子に直談判し、快諾を得て1977年（昭和52年）11月にはドラマ化が決定した。

### 撮影のさなかの債務・躁鬱病との闘い
1977年（昭和52年）12月に入ると、躁状態に入った田宮は入れ込んでいたドラマ化への関心が薄れ、いかがわしいビジネスに熱中し始める。また、同時期に事務所として南麻布のマンション4部屋を購入し、その代金2億円超を借金で賄おうとしていた。田宮の事業熱が収まらないまま、ドラマ『白い巨塔』は1978年（昭和53年）3月26日に撮影開始。ロケーション現場の病院を自ら手配するなど、高いテンションで撮影に臨み、6月3日放映の初回は視聴率18.6%と好調にスタートした。一方で私生活は荒れ、執拗（）な債権取立ての中で、妻に不動産などの書類の引渡しを求めて激しく言い争うようになっていた。ドラマ撮影現場でも次第に彼の不遜な態度に対して不安が広がり、スタッフがその火消しに躍起になったという。さらには「ウラン（一説には石油だとも言われている）の採掘権を取得した」と主張して突如トンガへと1週間出かけ、あわや撮影中止になりかけることもあった。また、撮影開始の辺りから田宮企画に会社ゴロから頻繁に金品要求があり、「金を払わないと山本陽子との不倫関係をマスコミに漏らす」「新ドラマの宣伝をしてやる」といった内容の電話がかかるようになり、6月には田宮から相談を受けていた警視庁が捜査に乗り出す展開にまで発展した（捜査の結果、立件には至らなかった）。
第18話まで撮影したところで撮影は1カ月の休暇に入り、田宮は7月29日にロンドンへ旅行に出発。戻って来ないのではないかという周囲の心配をよそに9月8日に帰国したが、その時に田宮は鬱状態に入っていた。9月17日から後半の収録が始まったが、テンションが高かった旅行前とは一転して、田宮は泣き崩れてばかりでセリフが頭に入らなくなっていた。妻やスタッフが必死に彼を励まし続け、共演者の協力もあって撮影は11月15日に無事終了。財前五郎の死のシーンに際して、田宮は3日間絶食してすっかり癌患者になりきり、財前の遺書も自らが書き、それを台本に加えさせた。さらに、全身に白布を掛けられストレッチャーに横たわる遺体役をスタッフの代役ではなく自分自身でやると主張してストレッチャーに乗った。収録後には「うまく死ねた」とラストシーンを自賛したという。
この時期の田宮の奇行に関しては、女性週刊誌などに都市伝説として複数の記事が掲載された。一つはいわゆるM資金詐欺にだまされ、巨額の借金を負っていたという説。
また、現実と役柄の境界が不明瞭となり、航空機にて急病人が出て乗務員が医師を捜すと、たまたま同乗していた田宮が「医師の財前だが」と名乗り出たというもの。さらに、友人に電話で「12チャンネルを買い取った」と発言したり、自宅を訪れた芸能記者に対し、電話機を指差しながら「この電話はCIAと直につながっているのですよ」と述べたという話もある。息子の柴田光太郎は2009年（平成21年）、『スーパーモーニング』（テレビ朝日）に出演した際に金銭問題を含めた醜聞の内容の大半を否定している。
しかし、2013年（平成25年）に『週刊現代』の企画で行われた山本學・生田悦子・柴田光太郎による鼎談（）で、『白い巨塔』収録中に田宮が頻繁にM資金取引の電話をしていたことを、財前五郎の妻役で出演していた生田が証言している。生田によると、田宮は撮影の合間によくフジテレビの食堂で電話をかけていたが、使用していたのは10円玉しか入れられないピンク公衆電話であり、生田は田宮からの要請で通話中は両替に走っては傍で通話用の10円玉を手のひらに載せて立っていたため、通話内容がはっきりと聞こえたという。これを見かねて田宮にM資金の支払いを諦めるよう説得すると、「できない。来年（1979年〈昭和54年〉）になったらどうにかなるよ。でも、来年はないかな」と死をほのめかす返答をしたため、生田は怖くなってプロデューサー（演出も兼任）の小林俊一に相談したという。

### ドラマの終わりと共に
ドラマ撮影の間、9年に渡って司会を務めてきた『クイズタイムショック』を1978年（昭和53年）9月28日放送分をもって降板。病状が改善されないこともあり、自ら申し出たもので、司会者は山口崇へ引き継がれた。『白い巨塔』撮影終了後の田宮はすっかり虚脱状態になり、「財前五郎の後に、どんな役を演じたらいいかわからない」とプロデューサーの小林俊一に漏らすようになっていた。しかし、収録終了後、田宮は妻と温泉に行くなど回復しつつあるように見えた。また、自殺3日前の12月25日には同ドラマの仕事仲間（田宮と花森ケイ子を演じた太地喜和子、プロデューサーの小林俊一）と3人で食事をしており、太地と小林はこの時の田宮の様子について、「かなりの上機嫌で、自殺する気配など全く感じられなかった」と語っている。また、同ドラマで柳原弘を演じた高橋長英も12月下旬に田宮と六本木へ飲みに行っているが、高橋によると、その時も田宮は機嫌が良く、自殺の兆候など全く見られなかったという。

### 衝撃の死
ドラマ『白い巨塔』の放映が残り2話となっていた1978年（昭和53年）12月28日の午前中、南青山のマンションに住む田宮の妻幸子から連絡を受けた田宮の付き人は、体調を崩した幸子の母親を病院に連れて行き、その後港区元麻布の田宮邸に戻ってから、そのことを田宮に報告した。生前の田宮の最期の言葉は、昼近くに付き人が聞いた「お腹が空いた」と言う言葉だった。付き人は田宮のために赤坂の洋食店で弁当を買って帰った。そして1階のキッチンでお茶を入れ、弁当と梅干しを載せたお盆を持って2階に上がり、寝室の前で声を掛けたが応答がなかった。しばらくしてドアを開けると田宮はベッドの上に仰向けで横たわり、米国パックマイヤー社製の上下2連式クレー射撃用散弾銃で自殺を遂げていた。43歳没。前年3月から躁鬱病で治療を受けており、過去に3回も「こうやれば死ねるんだ」と言って妻の前で猟銃自殺の真似をしたことあり、9月の帰国直後、妻に「もう死にたい」と漏らしていたことから警察はその動機を仕事の行き詰まりや病気を苦にしたものと推定した。
付き人が発見した時、田宮は苦悶の表情を浮かべほとんど息もしておらず、股関節のあたりまで掛け布団が掛かり、布団の下からは銃口がのぞいていた。「部屋は血の海になっていた」という報道もあったが実際はそこまで血は流れておらず、田宮の体の左側に血が散っているという感じだったと言う。付き人は慌てて119番通報をし、その後六本木にあった田宮企画の事務所にも電話をした。寝室の隣室の書籍から遺書も見つかっており、警察は自殺と断定。田宮の死亡が確認されたのは13時50分頃で、マスコミには14時過ぎに田宮猟銃自殺の一報が入った。偶然にもこの日は14時から日本テレビ（関東ローカル）で田宮が出演した映画『花と龍・第一部』（1973年公開、松竹）が放送されていたため、この映画の放送中に田宮自殺のニュース速報が流れることとなった。また、関西地区で14時から放送していた『スタジオ2時』（MBS制作、一部TBS系列局にもネット）では、鴨沂高校の同級生である落語家・初代森乃福郎の口から直接田宮の猟銃自殺が速報として伝えられたが、福郎はその場で悔しさのあまり原稿を叩きつけて号泣した。
その夜に仮通夜をすませ、翌29日の午前に遺体の検視、その夜に通夜、そして30日に密葬が行われた。密葬後に行われた会見では、田宮の妻は約100名の報道陣を前に「田宮は哲学的な死を遂げたのだと思います」と語った。年明けの1979年（昭和54年）1月12日に告別式を行った。
散弾銃の引き金を足の指で引いたとされているが、その当時、付き人いわく田宮の手元には銃はなかったはずだと言う。田宮は「銃は妻に取り上げられてどこにあるか分からない」といったことをもらしていて、自宅に置いてあった銃のケースに中身が入っている形跡もなかったと言う。葬儀数日後に形見分けがあり、付き人が田宮邸に手伝いに行った時、クローゼットの中から散弾が入った箱が見つかった。葬儀後しばらくして田宮の妻から付き人宛ての遺書だという物が手渡された。ごく普通の便箋に書いてあり、日付も田宮のサインもなく本人の筆跡かどうかも分からないが、《僕のセーターで気に入ったものがあったら、持っていって使ってください》と書かれていたという。
残された遺書は妻・息子達・二児の家庭教師・2人の弁護士・田宮企画顧問・奈良岡朋子・鬼沢慶一宛の8通あったとされている。そのうち妻へ宛てた遺書には、感謝の言葉や子どもたちを頼みますの言葉と共に、死の二ヶ月前から書きはじめた日記には、生きることの苦しみと死への恐怖が綴られ、「病で倒れたと思って（中略）諦めて欲しい」、「四十三才まで生きて、適当に花も咲いて、これ以上の倖せはないと自分で思う」 と書かれていた。次男の田宮五郎へは当時から俳優を志していた彼に「俳優になるなら人間を知ってから」との言葉を生前に遺していた。
この田宮の自殺は、大きな衝撃をもって報道された。田宮も映画化された際に出演した小説『華麗なる一族』（山崎豊子原作）において万俵鉄平が猟銃自殺をする場面があり、山崎は田宮の死を電話で知るとすぐに「猟銃でしょう」と悟ったという。
この報道渦中での放映となったドラマ『白い巨塔』残り2話は皮肉にもさらなる注目を浴びることとなり、視聴率は上昇して最終話は31.4%を記録。結果多くの人々の記憶に残り、視聴率的にも大成功を収めることとなった。
マスコミの報道の中、弔問には同じ大映専属の俳優だった宇津井健と藤巻潤、勝新太郎・中村玉緒夫妻、藤村志保、松坂慶子、若尾文子、三條美紀らに加え、ドラマ『白い巨塔』で共演した山本學・加藤嘉・小沢栄太郎・中村伸郎・清水章吾・島田陽子・金子信雄・渡辺文雄・児玉清・北村和夫・北林谷栄・夏樹陽子など、多くの有名人が駆けつけた。葬儀委員長は曽我廼家明蝶が務め、明蝶と勝の2人が弔辞を読み上げた。また、ドラマ『白い巨塔』で花森ケイ子を演じて田宮と共演した太地喜和子は田宮の遺影に向かって「あんた、ばかねえ」と言い自殺を嘆き、勝はマスコミに対し「さぞ背伸びして、どれほど苦しんだか」と田宮の胸の内を代弁した。
戒名は「清光院法誉顕映究吾居士」。墓地の所在は柴田家代々の菩提寺である、故郷・京都の法然院にある。
田宮は自殺の10カ月前に総額3億円の生命保険に加入したが、加入から1年以内の自殺は保険金支払いの対象外であったため、本来なら支払われないはずの保険金が躁鬱病による「病死」と判断され、特例で3億円が遺族に支払われた。この一件は物議を醸すことになり、国会でも議題に取り上げられるほどの騒ぎとなった。
自殺場所となった田宮の自宅は後に解体され、跡地は妻がオーナー経営する外国人向け賃貸住宅になった。田宮の遺体は「猟銃自殺死体の見本例」として視聴覚教材となり都内大学の法医学講座でスライド公開された。

## 家族・親族
田宮の祖父は電力王と称された福澤桃介（福沢諭吉の娘婿）の片腕という存在で、当時の大手電力会社の一つである大同電力の重役を務めた。田宮が生まれて間もない頃にプールの事故で父を亡くした後　1944年に祖父、翌年肺結核で母を相次いで亡くした。田宮夫人によると「(田宮は)愛に薄い人生を送って来たんだなと思った。田宮の中にはいつも“孤独”があったのかも」と評している。
田宮の妻は元女優の藤由紀子で、芸能界きってのおしどり夫婦だった。ただし、芸能ジャーナリストの石田伸也によると、「亡くなる2年ほど前から田宮氏は、病気の影響で家庭内でも些細なことで椅子を蹴飛ばしたり怒鳴ったりするなど性格が一変した。ドラマ「白い巨塔」の撮影後半には鬱に陥り、夫人の前で『ずっと自殺を考えている』と涙ながらに訴えるようになった」とのこと。病気により妻に当たることもあったが、遺書には「私が一生涯愛を捧げる妻へ」と書かれていた。
1966年に長男・英光、翌年に次男・英晃が生まれた。先述の通り仕事が減った頃と子どもたちの幼い頃の時期が重なり時間に余裕ができた田宮は、子煩悩な性格も相まって子どもたちとよく自宅で遊んでいた。仕事が忙しくなった後も合間を縫って息子たちとの時間を作っては可愛がっていた。英光はその後「柴田光太郎」の芸名で俳優・テレビレポーターとなり、英晃も同じく「田宮英晃」として俳優デビューし、翌年「田宮五郎」に改名（2014年に病死）。また、俳優の南川直は父方の従兄。

## 逸話

### 俳優業に関して
- 『悪名』の配役決定後、監督の田中徳三は田宮と連絡がつかなかった。実は、田宮は端役ばかりの役どころに悩み、映画界を引退し実業の道に進むつもりでいた。クランク・イン1週間前になってようやく大映京都撮影所へやって来た田宮は、出演を断るつもりでその旨を伝えたが、スタッフの説得で思い直し、映画の完成に至った[17]。
- 映画『華麗なる一族』では、田宮は万俵鉄平役を望んだが撮影スケジュールの関係でかなわず、大蔵省のエリート役として出演した[3]。本作の試写会の後で「僕ならもっとうまく猟銃自殺をやれるのに」と話していた。また、生前から自宅の居間で妻を前に「こうすれば死ねるんだ」と猟銃を抱き抱え足の指を引き金に掛けるまねをしていたことがあった。
- テレビドラマ『白い巨塔』の放送が回を重ねるにつれ、財前五郎よりも人情味のある里見脩二の方が視聴者に支持されるようになったため、この事を不満に思った田宮は原作者の山崎豊子に「僕の役（財前五郎）がみんなから好かれるようにならないものですか……」と直談判していた。田宮のこの要望に山崎は「困るわよね」と苦笑していたという[11]。
- 『悪名』シリーズで共演した勝新太郎は、田宮の演技について言及したことはなかったが、1978年版『白い巨塔』の最終回で財前五郎が病死するシーンを見て「あの田宮は恐ろしい。玉緒、あの演技はすごいよ」と言い、田宮の演技を初めて褒めたという。このドラマで田宮と共演している中村玉緒は、法廷シーン収録時の田宮について「いま考えると、割りにすっと座ってらした様な気もするし。それは役に入ってらしたのか、もっと悩みがあったのか。その辺は私、わかりませんね。圧巻でしたから」とインタビューで述べている[18]。

### バラエティ番組などに関して
- 俳優としてはクールでアクの強い役を演じることが多かったが、『クイズタイムショック』をはじめとするテレビ番組の司会では、明るく軽妙で親しみやすいトーク、なおかつ折り目正しく理知的な司会ぶりが多くの視聴者から支持された。特に『タイムショック』では、番組冒頭とクイズ出題の際の決め台詞「ターイムショック!!」とカメラを指さすポーズが広く知られ、収録では極度の緊張状態にある一般出場者にリラックスしてクイズに臨んでもらえるよう、司会者として常に細やかな気配りと思いやりを忘れなかったという。『クイズタイムショック』での田宮の司会ぶりは好例として、その後のクイズ番組の司会に俳優が起用されるきっかけになったとも言われている[3]。
- TBS系『8時だョ!全員集合』（1977年2月26日・第361回放送分）で、学校を舞台としたコントにおいて頭がいい生徒役としてゲスト出演をした際、いかりや長介に『クイズタイムショック』風で「英語で25は?」「フランス語で25は?」「ロシア語で25は?」「中国語で25は?」「スペイン語で25は?」と『タイムショック』ばりに連続して出題された問題に次々と正解した。さらに、「ターイムショック!!」という決めセリフを発したり、志村けんの「○○いかがっすかぁ〜」のネタを用いて、志村と共に「タイムショックいかがですかぁ〜」のギャグを披露したりと、タイムショックを意識したネタを連発した。

### 交友・交流
- 田宮謙次郎は東映フライヤーズ監督就任直後に行った田宮との対談で、自分の名前にちなんだ芸名を付けることには歓迎であったが、名前を漢数字（田宮次郎ではなく田宮二郎）にしたことについては当初不満に思っていたという。しかし、改名後に田宮がブレイクしたため「結果的に験担ぎになったわけだし、今は（名前を漢数字にして）良かったと思っている。」と述べている[4]。
- 勝新太郎とは、映画「悪名」シリーズでコンビとして人気となった頃に親しくしていた。2人は撮影以外も「朝吉・貞」の関係で、田宮は朝から晩まで勝のそばにいた、と中村玉緒は述懐している[19]。その後疎遠になったものの、勝はずっと田宮のことを気にかけていたという[3]。
- 来日したマーロン・ブランドに会っている[20]。
- 1969年にナゴヤ球場で開催された芸能人対力士の親善野球に、藤田まこと、白木みのる、横綱・大鵬などと共に出場した[3]。

### 性格など
- 大映宣伝部に勤め、田宮と親しかった中島賢によると「田宮は大映に入ったばかりの頃から、服装はビシッとしていて周囲からはキザだと揶揄されていた。しかし、実に礼儀正しく嫌味なく気遣いをしていた」と評している。この評判が大映の撮影所に浸透したことで、映画「女の勲章」への抜擢に繋がったとされる[3]。
- 映画『女の勲章』で初共演した中村玉緒は、「主人とは違った形のこうなる（のめりこむ）人ですね。一本の映画にこうなる（のめりこむ）方です。」「田宮さんて言うのは、いつでも同じでしたね。どっから芝居が始まって、どっから俳優さんになるのか。「おはようございます」って言う時から『田宮二郎さん』でしたね。」と述べている[21]。
- 芝居の研究に熱心で一つ一つの役柄を研究するのが好きで、映画「悪名」では実在するヤクザの身のこなしを取り入れた。また、ガンアクションに定評があり、当たり役となった映画「宿無し犬」でのガンマニア役の役作りとして、自宅の書庫に保管していたモデルガンとガンホルダーを使いモデルガンを回す練習をしていた[3]。1970年の映画「豹（ジャガー）は走った」の殺し屋役でもガンアクションが発揮された[3]。
- ファンを大事にする性格で、大映の中島によると「田宮はファン対応の時は一人ひとり丁寧に最後の人までサインをした。また、仕事相手などの名刺交換の際、人から好感を持たれるためにどうしたらいいかを考えて、相手から名刺を出される前に自分の名刺を用意してパッと出すことを常に心がけていたという[3]。
- 長男の光太郎によると「父は私生活であっても俳優としてのイメージを崩さない人だった。自宅での休日を家族だけで過ごす時ですら髪をボサボサにしたり、だらしない姿を見せたことがない。夜でもドライヤーをあてて髪を整えてから就寝していた」とのこと。
- 家族思いな性格で、光太郎によると「子供の頃に母と弟と出雲大社に旅行に行った時に、父が仕事の最中にも関わらず東京から駆けつけてくれた。僕たちとホテルの客室でつかの間の休憩を過ごした父は、また東京にとんぼ返りして行きました。息を切らして来てくれた父の姿を見て、嬉しくて小躍りして喜んだのを覚えています」と語った。

### 趣味など
- 麻雀。過去に田宮夫妻とよく麻雀をしていた大映の中島賢によると「田宮は物静かに麻雀を打つタイプ。一方江戸っ子気質でべらんめえ口調で勝負に挑んでくる夫人は麻雀が滅法強く、かかあ天下の家庭生活が垣間見えるようだった」と語っている[3]。
- クレー射撃。愛用の銃が自殺に使用された。
- 大学在学中に空手初段を取得しており、その切れのある動きはアクションシーンで遺憾なく発揮された[3]。
- 高校時代に外交官志望だったこともあり勉強を励んで英語が堪能となった[3]。
- 日本酒「大関」のCMに永く出演していたが、田宮本人は下戸だったため妻から日本酒の飲み方などを教わり[3]、その後臨んだ収録では水を飲んでの演技だった。

## 主な出演作品

### 映画

#### 大映専属時代

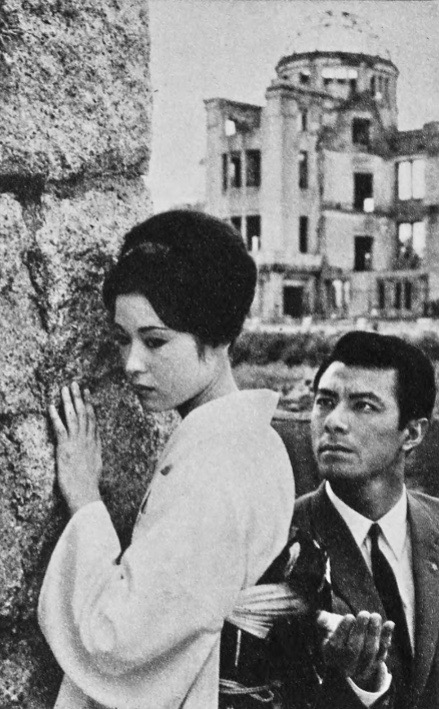
『その夜は忘れない』（1962年）

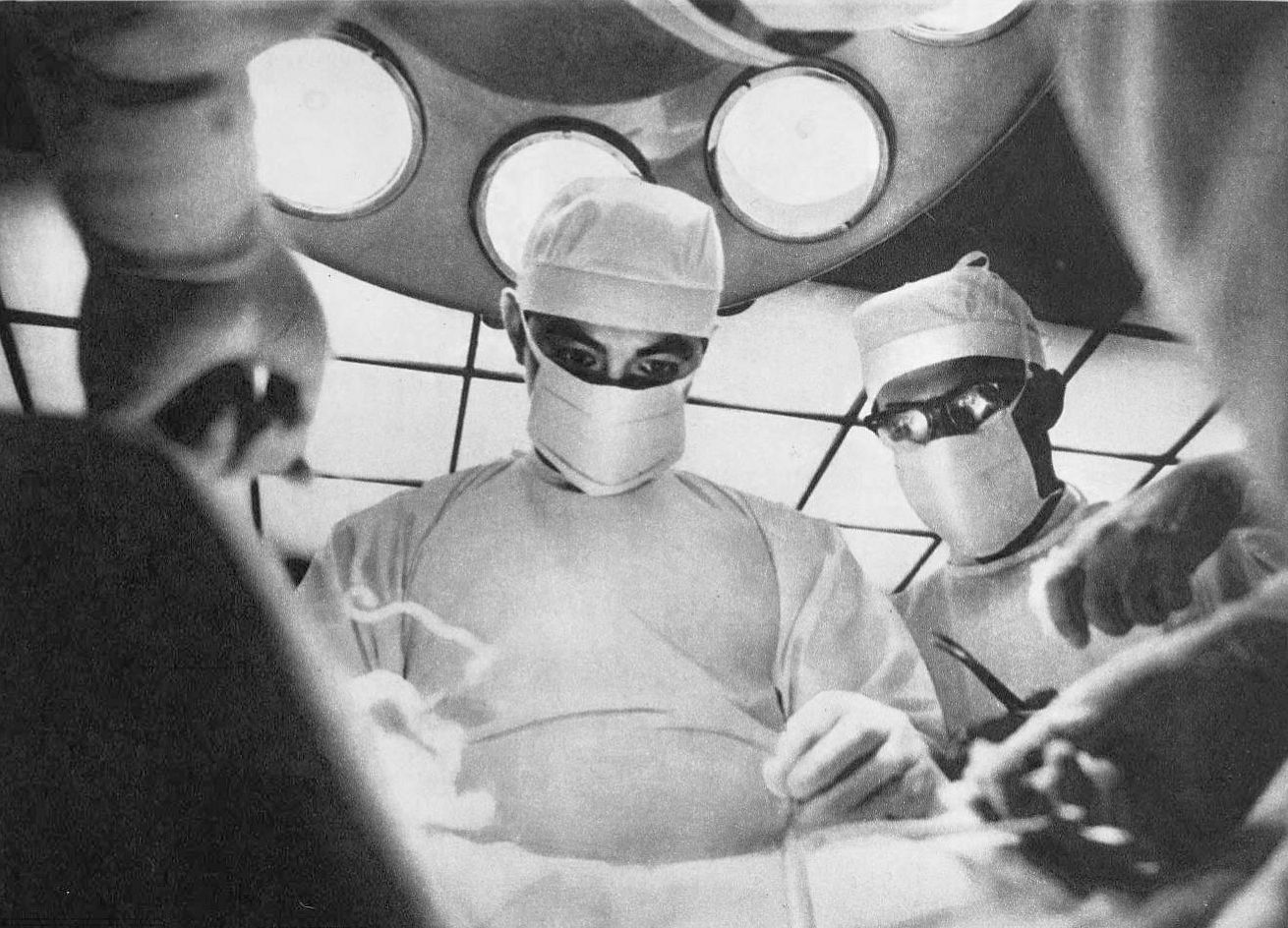
『白い巨塔』（1966年）

- スタジオはてんやわんや（1957年） - 群衆（エキストラ）
- 朝の口笛（1957年） - 新聞社のカメラマン
- 満員電車（1957年） - 学生
- 夜の蝶（1957年） - 秀二の旧友 （エキストラ）
- 九時間の恐怖（1957年） - 静岡中央署巡査 ※公式のデビュー作。
- 透明人間と蝿男（1957年） - 乗客など（エキストラ）
- 誓いてし（1957年） - 浜尾
- 青空娘（1957年） - 竹中
- 花嫁立候補（1957年） - 林
- 東京の瞳（1958年） - 金山信次
- 大都会の午前三時（1958年） - 麻薬の運び人の一人で二十七号と呼ばれている
- 母（1958年） - 木下
- 氷壁（1958年） - 商事会社　社員
- 愛河（1958年） - 三井明 役
- 南氏大いに惑う（1958年） - 山内昂吉・南電機の経理課に勤務している
- 渇き（1958年） - 安岡
- 巨人と玩具（1958年） - 学生 （エキストラ）
- 嵐の講道館（1958年） - 佐東正雄
- 母の旅路（1958年） - 三郎
- おーい中村君（1958年） - 中村二郎
- 恋と花火と消火弾（1958年） - 進藤修
- あなたと私の合言葉 さようなら、今日は（1959年） - プロローグの社員
- 秘めたる一夜（1959年） - 和田良夫
- 薔薇の木にバラの花咲く（1959年） - 叶冬彦
- 私の選んだ人（1959年） - 山科達也 ※初主演作
- 代診日記（1959年） - 山口真吾
- 暴風圏（1959年） - 小坂
- 川向うの白い道（1959年） - 曽根
- 実は熟したり（1959年） - 高庭孝一
- 殺されたスチュワーデス 白か黒か（1959年） - 毛利信一
- [クシー・サイン 好き好き好き（1960年） - 浜本
- 女経（1960年） - 春本
- 嫌い嫌い嫌い（1960年） - 辻元和弘
- 街の噂も三十五日（1960年） - 筧新平
- 痴人の愛（1960年） - 熊谷正雄
- 足にさわった女（1960年） - 花輪次郎
- 轢き逃げ族（1960年） - 平戸充
- 女は夜化粧する（1961年） - 中井
- お嬢さん（1961年） - 牧周太郎
- 新夫婦読本 若奥様は売れっ子（1961年） - 松島謙介
- 五人の突撃隊（1961年） - 野上俊夫
- 女の勲章（1961年） - 八代銀四郎
- 可愛いめんどりが歌った（1961年） - 関根進
- 悪名シリーズ（1961年 - 1968年） - モートルの貞 （悪名・続悪名のみ）、清次 
  - 悪名（1961年）
  - 続悪名（1961年）
  - 新悪名（1962年）
  - 続新悪名（1962年）
  - 第三の悪名（1963年）
  - 悪名市場（1963年）
  - 悪名波止場（1963年）
  - 悪名一番（1963年）
  - 悪名太鼓（1964年）
  - 悪名幟（1965年）
  - 悪名無敵（1965年）
  - 悪名桜（1966年）
  - 悪名一代（1967年）
  - 悪名十八番（1968年）
- お兄哥さんとお姐さん（1961年） - 石井多七郎
- |家庭の事情（1962年） - 長田吉夫
- 夢でありたい（1962年） - 素村毅一
- 女は夜霧に濡れている（1962年） - 橋本順二
- 爛（1962年） - 浅井
- B・G物語 易入門（1962年） - 栗原信一郎
- 黒シリーズ（1962年 - 1965年）
  - 黒の試走車（1962年） - 朝比奈豊
  - 黒の駐車場（1963年） - 泉田敬
  - 黒の爆走（1964年） - 津田拓也
  - 黒の挑戦者（1964年） - 南郷次郎
  - 黒の凶器（1964年） - 片柳七郎
  - 黒の切り札（1964年） - 根来恭平
  - 黒の超特急（1964年） - 桔梗敬一
- 真昼の罠（1962年） - 藤悟
- その夜は忘れない（1962年） - 加宮恭介
- 女の一生（1962年） - 堤栄二
- やくざの勲章（1962年） - 扇谷秀次郎
- 背広の忍者（1963年） - 日沼隆司
- 女系家族（1963年） - 梅村芳三郎
- 夜の配当（1963年） - 伊夫伎亮吉
- わたしを深く埋めて（1963年）- 中部京介
- 風速七十五米（1963年） - 木谷明
- 女が愛して憎むとき（1963年） - 尾関圭介
- 犯罪作戦No.1（1963年） - 田村信一
- 「女の小箱」より 夫が見た（1964年） - 石塚健一郎
- 犬シリーズ（1964年 - 1967年） - 鴨井大介、全9作品。
  - 宿無し犬（1964年）
  - 喧嘩犬（1964年）
  - ごろつき犬（1965年）
  - 暴れ犬（1965年）
  - 鉄砲犬（1965年）
  - 続鉄砲犬（1966年）
  - 野良犬（1966年）
  - 早射ち犬（1967年）
  - 勝負犬（1967年）
- 勝負は夜つけろ（1964年） - 久須見
- 十七才は一度だけ（1964年） - 特別出演
- 裏階段（1965年） - 木島健一
- 夜の勲章（1965年） - 榊原安太郎
- 復讐の牙（1965年） - 川上吾郎
- スパイ（1965年） - 須川康夫
- 黒い誘惑（1965年） - 獅子内三郎
- 密告者（1965年） - 瀬川繁夫
- 復讐の切り札（1966年） - 青田新次
- 銭のとれる男（1966年） - 佐川次郎
- 複雑な彼（1966年） - 宮城譲二
- 貴様と俺（1966年） - 佃大四郎
- 脂のしたたり（1966年） - 仲田浩
- 白い巨塔（1966年） - 財前五郎  ※キネマ旬報ベストワン
- 出獄の盃（1966年） - 速水秀治
- あの試走車を狙え（1967年） - 乾敬介
- 東京博徒（1967年） - 綾吉
- 今夜は踊ろう（1967年） - 氏家隆二
- 悪魔からの勲章（1967年） - 阿久根五郎
- 監獄への招待（1967年） - 河西義男／ヘンリー野坂
- 残侠の盃（1967年） - 島村吾郎
- 夜の縄張り（1967年） - 生沢敬
- 大悪党（1968年） - 得田仁平
- 喜劇 泥棒学校（1968年） - 多門晃
- 不信のとき（1968年） - 浅井義雄

#### 独立以後
- 日本暗殺秘録（1969年、東映） - 藤井斉
- 愛の化石（1970年、石原プロ / 日活） - 原田企画部長
- 豹は走った（1970年、東宝） - 九条輝彦
- 喜劇 三億円大作戦（1971年、東宝） - 門馬直彦
- 3000キロの罠（1971年、田宮企画 / 東宝） - 加瀬啓介
- 追いつめる（1972年、松竹） - 志田司郎
- 剣と花（1972年、松竹） - 宮尾
- 人生劇場（1972年、松竹） - 吉良常
- 花と龍（1973年、松竹） - 栗田の銀五
- 必殺仕掛人（1973年、松竹） - 藤枝梅安
- 宮本武蔵（1973年、松竹） - 佐々木小次郎
- 華麗なる一族（1974年、芸苑社 / 東宝） - 美馬中
- 怒れ毒蛇 目撃者を消せ（1974年、松竹） - 小村諒平
- 流れの譜（1974年、松竹） - 広川六郎
- 球形の荒野（1975年、松竹） - ナレーター
- 動脈列島（1975年、東京映画 / 東宝） - 滝川保
- 撃たれる前に撃て!（1976年、松竹） - 小村諒太郎
- 不毛地帯（1976年、芸苑社 / 東宝） - 鮫島辰三
- イエロー・ドッグ（1977年、アカリ・プロ / 松竹） - Kimura

### テレビドラマ
- 疑惑（1960年）
- 赤ひげ診療譚（1960年、フジテレビ）
- 東京タワーは知っている（フジテレビ）
  - 第20回「愛の渇き」（1960年）
  - 第24回「銀座の赤ん坊」（1961年）
- うすゆき（1961年、フジテレビ）
- 侍（1960年 - 1961年、関西テレビ）
  - 第20回「槍一筋」（1961年）
- 東芝土曜劇場　肩代り屋（1962年、フジテレビ）
- Hawaii Five-O（1968年 - 1980年、アメリカCBS）
  - Odd Man In （第4シーズン第14話、1971年） - シバタゴロウ
- 知らない同志（1972年、TBS） - 三友竜一
- 金曜ドラマ 白い影（1973年、TBS） - 直江庸介
- 白い滑走路（1974年、TBS） - 杉山重夫
- 金曜ドラマ 樹氷（1974年、TBS）
- 白い地平線（1975年、TBS） - 中根竜三
- 高原へいらっしゃい（1976年、TBS） - 面川清次
- 白い秘密（1976年 - 1977年、TBS） - 三村京介
- 金曜ドラマ 光る崖（1977年、TBS） - 郷原武彦
- 白い荒野（1977年 - 1978年、TBS） - 仁科純一
- 土曜劇場 白い巨塔（1978年 - 1979年、フジテレビ） - 財前五郎

### 教養・バラエティ番組
- クイズタイムショック[22]（NET→テレビ朝日、1969年1月9日 - 1978年9月28日） - 司会
- ゴールデンナイトショー（NET、1969年） - 司会
- サテスタ23（朝日放送、1969年） - 司会（桂三枝〈現・六代目桂文枝〉がアシスタント）
- 田宮二郎ショー（東京12チャンネル、1969年） - 司会
- スター千一夜（フジテレビ、1969年 - 1970年） - 司会
- ミス・インターナショナル1969年世界大会（フジテレビ、1969年9月15日） - 司会
- なつメロ・ヒット・フェスティバル（フジテレビ、1970年） - 司会
- 田宮二郎ショー・プラザ47（山梨放送製作・日本テレビ系 1971年） - 司会
- あなたが選ぶ全日本歌謡音楽祭（NET、1975年 - 1977年） - 司会
- ゆく年くる年（民放版、1976年12月31日 - 1977年1月1日） - 山口百恵と共に司会
- オールスター春の東西対抗歌合戦!!（テレビ朝日、1977年4月1日） - 総合司会
- ズバリ!当てましょう（フジテレビ）

### 舞台・ミュージカル
- 黒蜥蜴（1962年3月3日 - 3月25日、サンケイホール） - 雨宮潤一 役
- 花筵（1970年、芸術座）
- スカーレット（1970年、帝国劇場） - アシュレー・ウィルクス 役

### CM
- 大関（1968年 - 1977年） - 太地喜和子と共演。「酒は大関 心意気」のキャッチコピーを利用したCMは田宮出演が最初。6本のCMに出演。うち1本は2009年、稲垣吾郎により同カットでリメイク、放映された。
- トヨタ自動車 コロナ（1977年 - 1978年、5代目後期型 - 6代目前期型発売当初）[注釈 9]
- ホラヤ

### ラジオ
- ベロー・ミュージック・ミラー　瞳のささやき（1959 - 1963年、途中から出演。文化放送）
- プレイボーイクラブ（1968年10月 - 1969年?、TBSラジオ）[23]
- 白い巨塔（1965年 - 1966年、文化放送／ラジオドラマ） - 財前五郎 役

## 音楽作品

### シングル
| 発売日               | 規格         | 規格品番     | 面           | タイトル                                  | 作詞         | 作曲         | 編曲         |
| 大映レコード         | 大映レコード | 大映レコード | 大映レコード | 大映レコード                              | 大映レコード | 大映レコード | 大映レコード |
| -------------------- | ------------ | ------------ | ------------ | ----------------------------------------- | ------------ | ------------ | ------------ |
| 1967年               | EP           | D-3          | A            | 青い犬のブルース                          |              |              |              |
| 1967年               | EP           | D-3          | B            | 黒い太陽                                  |              |              |              |
| ビクターレコード     |              |              |              |                                           |              |              |              |
| 1969年7月5日         | EP           | SV-860       | A            | パパの子守歌                              | 十津川光子   | 植原道雄     | 寺岡真三     |
| 1969年7月5日         | EP           | SV-860       | B            | Let's go to dance my baby（いとしの奥方） | 山上路夫     | 鈴木庸一     | 近藤進       |
| 1970年7月            | EP           | SV-2057      | A            | 落葉の別れ                                | 宮琢磨       | すずきたけし | 近藤進       |
| 1970年7月            | EP           | SV-2057      | B            | 深夜のRoute 246                           | 原由紀       | 鈴木庸一     | 竹村次郎     |
| 1971年5月            | EP           | SV-2146      | A            | 弱気だぜ                                  | なかにし礼   | 鈴木庸一     | 近藤進       |
| 1971年5月            | EP           | SV-2146      | B            | 愛して別れたあとで                        | なかにし礼   | 鈴木庸一     | 近藤進       |
| 日本コロムビア       |              |              |              |                                           |              |              |              |
| 1975年8月            | EP           | P-419        | A            | パパの子守唄                              | 朝海さち子   | 植原路雄     | 植原路雄     |
| 1975年8月            | EP           | P-419        | B            | 男の扉                                    | 阿見宏介     | 植原路雄     | 植原路雄     |
| ポリドール・レコード |              |              |              |                                           |              |              |              |
| 1978年               | EP           | DR-6249      | A            | たそがれの都会                            | 伊井田朗     | 渡辺岳夫     | 福井峻       |
| 1978年               | EP           | DR-6249      | B            | 「白い巨塔」メインテーマ（インスト）      | -            | 渡辺岳夫     | 渡辺岳夫     |

### アルバム

#### オリジナル・アルバム
| 発売日           | 規格             | 規格品番         | アルバム |
| ビクターレコード | ビクターレコード | ビクターレコード | ビクターレコード |
| ---------------- | ---------------- | ---------------- | --- |
| 1968年           | LP               | SJV-396          | 上海ブルース ※ 注記以外は編曲：植原道雄 Side A： 1. 上海ブルース 2. 夜霧のブルース（作詞：島田磬也、作曲：大久保徳二郎） 3. あいつ（作曲：平岡精二） 4. 知りすぎたのね 5. 泣くんじゃないよ（編曲：原田良一） 6. 恋のトランペット Side B： 1. 知りたくないの 2. ワン・レイニー・ナイト・イン東京 3. おさななじみ（作曲：中村八大） 4. 夜霧！お前と…… 5. 一人ぼっちにゃ馴れっこさ（編曲：倉知輝） 6. 赤いアンブレラ |

| 発売日           | 規格             | 規格品番         | アルバム                                                                               |
| ビクターレコード | ビクターレコード | ビクターレコード | ビクターレコード                                                                       |
| ---------------- | ---------------- | ---------------- | -------------------------------------------------------------------------------------- |
| 1979年           | LP               | SJX-20123        | 田宮二郎 ※上記「上海ブルース」と同内容。追悼盤、タイトルジャケットを新装した再発売LP。 |

#### オムニバス・アルバム
- シネマスタア・コレクション<アクションスタア編>（2003年1月22日、ユニバーサル インターナショナル、UICZ6007）-「青い犬のブルース」収録。
- 昭和銀幕ハードボイルド ベスト（2019年11月6日、テイチクエンタテインメント、BHST-250）-「青い犬のブルース」収録。

## 関連書籍
- 升本喜年 『田宮二郎、壮絶!　いざ帰りなん、映画黄金の刻へ』（清流出版、2007年（平成19年）11月）
  - 回想伝記、著者は仕事仲間で、松竹で映画・テレビプロデューサーを務め、1972年〈昭和47年〉の映画『人生劇場』、1976年〈昭和51年〉のテレビドラマ『白い秘密』ほか、田宮出演作品の企画・製作を通じて親交があった。
- 石田伸也 『田宮二郎の真相』（青志社、2018年（平成30年）11月）、夫人への取材を行った評伝。